# Nicolau Mariner
Nicolau Mariner (Terol, segle xvi – València, segle xvii) va ser músic i compositor.

## Biografia
Establert a València de jove, hi fou tenor de la catedral del 1597 al 1598. D'allí passà a ocupar el càrrec de mestre de capella de la catedral de Sogorb fins al 1600, quan tornà a la seu de València per fer-hi d'organista. Mercès a les encertades disposicions del bisbe Muñatones, de 26 de maig de 1557, en que s'ordenava que es proveïssin per oposició els oficis de director de cors, organista i mestre de capella, la capella de música d'aquesta catedral tenia un nivell molt alt, amb un personal molt competent. Els dos anys que exercí el magisteri llegaren a la catedral obres de grans proporcions.
Compongué motets i villancets, així com dues Passions In domine Palmarum (del Diumenge de Rams) i In dominica Veneris (del Divendres Sant), que contenen tot el text evangèlic de les Passions, segons sant Mateu i sant Joan respectivament, a quatre veus. A més, deixà les Turbas de les Passions d'aquest dies, a quatre veus. La catedral de Sogorb serva diverses de les seves publicacions de música religiosa, algunes de les quals amb plantejaments molt ambiciosos.
Mariner cessà en el càrrec, no se sap si per decés o renuncia, el 1600.

## Obres
- In die Veneris, a quatre veus
- Passio in Dominica palmarum
- Passió segons Sant Mateu i Sant Joan